# Lilium lijiangense
Lilium lijiangense (em chinês:丽江百合 | li jiang bai he) é uma espécie de planta com flor, pertencente à família Liliaceae.
O Lilium tem a altura de 0,6 m e floresce a uma altitude de 3 300 m e 3 400 m.
A planta é encontrada na China, províncias de Sichuan e Yunnan.